# Edmund John Myer
Edmund John Myer (oft als Edmund J. Myer angesprochen; * 21. Januar 1846 in York Springs; † 25. Januar 1934 in Los Angeles) war ein US-amerikanischer Gesangslehrer.

## Leben und Werk
Edmund John Myer studierte in Philadelphia und in New York.
Er gründete die National Summer School of Music am Lake Chautauqua und am Round Lake im Bundesstaat New York.